# Kraatziana
Kraatziana is een geslacht van kevers uit de familie somberkevers (Zopheridae).

## Soorten
Deze lijst is mogelijk niet compleet.
| - K. bicolor - K. conradti - K. convexa - K. lata - K. minuta |